# Sveti Petar Mrežnički
Sveti Petar Mrežnički – wieś w Chorwacji, w żupanii karlowackiej, w mieście Duga Resa. W 2011 roku liczyła 163 mieszkańców.